# Le Sagittaire (archipel de Pointe-Géologie)
Le Sagittaire est une île rocheuse de l'archipel de Pointe-Géologie (terre Adélie), situé en mer Dumont-d'Urville (océan Austral) au large du continent antarctique.

## Description
Cette île de près de 200 m de long dresse ses 20 m à 800 m de la côte ouest de l'île des Pétrels, par delà le chenal Ouest et le Bélier. Avec le Bélier, le Cancer, le Capricorne, les Poissons, le Scorpion et le Taureau, elle constitue le groupe des Sept-Îles,.